# Michael Vartan
Michael Vartan (Boulogne-Billancourt, Hauts-de-Seine, 1968. november 27. –) francia származású amerikai filmszínész.

## Életrajz
Vartan a franciaországi Boulogne-Billancourt-ban született Eddie Vartan (zenész) és Doris (festő és művész) gyermekeként. Apai nagynénje, Sylvie Vartan énekes, mostohaapja pedig író. Apja Bulgáriából származik, anyja Lengyelországból költözött Amerikába. 5 éves korában a szülei elváltak és az anyjával Amerikába költöztek. Visszaköltözött Franciaországba az apjához, és egy vidéki kis településben, Fleury-ban élt egészen az egyetemi évek kezdetéig. 18 éves korában visszament Amerikába, Los Angeles-be az anyjához, és azt mondta neki, hogy művész akar lenni. Los Angeles-ben színművészeti iskolába járt, miután fény derült színészi képességeire. Vartan most már amerikainak tartja magát.

## Karrier
Néhány kisebb szerep után Vartan jelentősebb filmekben is játszott, mint a  Never Been Kissed (1999), a One Hour Photo (2002) és a Monster-in-Law (2005). Nemrég fejeződött be az ausztráliai horrorfilm, a Vadóc forgatását, és jelenleg a Jolene-ben játszik, amely várhatóan 2007-ben készül el. Vartan legjelentősebb szerepe az amerikai televíziósorozatban, az Alias-ban volt, Michael Vaughn-ként (2001-2006). Az első négy szezonban állandó szereplőként volt jelen, majd az ezt követő ötödik (és egyben utolsó) szezonban vendégszereplőként látható egy-egy epizódban. 
Vartan vendégszereplőként jelen volt a Jóbarátok-ban (mint Dr Timothy Burke, Dr Richard Burke fia), az Ally McBeal-ben (Jonathan Basset)-ként és a Kitchen Confidential (egy francia szakácsot alakít).

## Válogatott filmográfia
- To Wong Foo, Thanks For Everything! Julie Newmar (1995)
- The Pallbearer (1996)
- The Curve (1998)
- Never Been Kissed (1999)
- A második legjobb dolog (2000)
- The Mists of Avalon (2001)
- Alias (2001–2006)
- One Hour Photo (2002)
- Monster-in-Law (2005)
- A fenevad (2007)
- Boardrooms & Bedrooms (2007)

## További információ
- Michael Vartan a PORT.hu-n (magyarul)
- Michael Vartan az Internetes Szinkronadatbázisban (magyarul)
- Michael Vartan az Internet Movie Database-ben (angolul)
- Michael Vartan a Rotten Tomatoeson (angolul)
- Vartan rajongói oldala